# Месанепада
Месанепада (букв. Муж (або герой), обраний небом) — цар (лугаль) Ура. Його правління припадало приблизно на 2563—2524 роки до н. е.

## Правління
За часів його правління Ур сягнув піку своєї могутності. Окрім того, Месанепада мав ще й титул «лугаля Кіша», отже претендував на гегемонію не лише на півдні країни, але й на півночі. Месанепада зазнав поразку від невідомих ворогів. Відповідно до «Царського списку» Месанепада правив упродовж 80 років.